# Tomasz Ciepły
Tomasz Ciepły, né le 7 avril 1980 à Szczecin, est un escrimeur polonais pratiquant le fleuret.

## Palmarès

### Championnats du monde
- 2001 à Nîmes,  France
  -  Médaille d'argent en fleuret par équipe

### Championnats d'Europe
- 2008 à Kiev,  Ukraine
  -  Champion d'Europe en fleuret par équipe
- 2004 à Copenhague,  Danemark
  -  Médaille d'argent en fleuret par équipe
- 2001 à Coblence,  Allemagne
  -  Médaille de bronze en fleuret par équipe